# 네코 히로시
네코 히로시(猫ひろし, 1977년 8월 8일 ~ )는 일본 태생의 캄보디아인 희극인이자 마라톤 선수이다. 본명은 다키자키 구니아키(일본어: 瀧崎邦明)이다. 2011년에 캄보디아 국적을 취득하였다. 지바현 이치하라시 출신으로, 지바 현립 이치하라 야와타 고등학교, 메지로 대학 인문학부를 졸업하였다.
캄보디아 육상 국가 대표로 2016년 하계 올림픽 남자 마라톤에 출전하여, 2시간 45분 55초의 기록으로 139위를 기록하였다.